# Liste der Lieder von Muse

Logo der Band

Dies ist eine Liste der Lieder der britischen Alternative-Rock-Band Muse. Die Liste ist nach Erscheinungsdatum geordnet. Sie gibt Auskunft über Länge, Album und Erscheinungsdatum. Sie enthält alle Lieder der bisher veröffentlichten Alben, Singles und EPs, demnach auch alle B-Seiten.

## Alben
- 1999: Showbiz
- 2001: Origin of Symmetry
- 2003: Absolution
- 2006: Black Holes and Revelations
- 2009: The Resistance
- 2012: The 2nd Law
- 2015: Drones
- 2018: Simulation Theory
- 2022: Will of the People

## 136 Lieder

### 1998
| # | Titel   | Dauer     | Album                           | Erscheinungsdatum |
| - | ------- | --------- | ------------------------------- | ----------------- |
| 1 | Overdue | 2:26/4:09 | Showbiz Muse (EP)               | 11. Mai 1998      |
| 2 | Cave    | 4:44      | Showbiz Muse (EP) Cave (Single) | 11. Mai 1998      |
| 3 | Coma    | 3:34      | Muse (EP) Cave (Single)         | 11. Mai 1998      |
| 4 | Escape  | 3:20      | Showbiz Muse (EP)               | 11. Mai 1998      |

### 1999
| #  | Titel                     | Dauer | Album                                             | Erscheinungsdatum |
| -- | ------------------------- | ----- | ------------------------------------------------- | ----------------- |
| 1  | Muscle Museum             | 4:20  | Showbiz Muscle Museum (EP) Muscle Museum (Single) | 11. Januar 1999   |
| 2  | Sober                     | 4:02  | Showbiz Muscle Museum (EP)                        | 11. Januar 1999   |
| 3  | Uno                       | 3:36  | Showbiz Muscle Museum (EP) Uno (Single)           | 11. Januar 1999   |
| 4  | Unintended                | 3:56  | Showbiz Muscle Museum (EP) Unintended (Single)    | 11. Januar 1999   |
| 5  | Instant Messenger         | 3:31  | Muscle Museum (EP)                                | 11. Januar 1999   |
| 6  | (Muscle Museum)#2         | 1:16  | Muscle Museum (EP)                                | 11. Januar 1999   |
| 7  | Agitated                  | 2:19  | Uno (Single)                                      | 14. Juni 1999     |
| 8  | Jimmy Kane                | 3:29  | Uno (Single)                                      | 14. Juni 1999     |
| 9  | Forced In                 | 5:11  | Uno (Single)                                      | 14. Juni 1999     |
| 10 | Twin                      | 3:18  | Cave (Single)                                     | 6. September 1999 |
| 11 | Host                      | 4:17  | Cave (Single)                                     | 6. September 1999 |
| 12 | Sunburn                   | 3:54  | Showbiz Sunburn (Single)                          | 7. September 1999 |
| 13 | Fillip                    | 4:01  | Showbiz                                           | 7. September 1999 |
| 14 | Falling Down              | 4:33  | Showbiz                                           | 7. September 1999 |
| 15 | Showbiz                   | 5:16  | Showbiz                                           | 7. September 1999 |
| 16 | Hate This & I'll Love You | 5:09  | Showbiz                                           | 7. September 1999 |
| 17 | Spiral Static             | 4:44  | Showbiz Plug In Baby (Single)                     | 7. September 1999 |
| 18 | Minimum                   | 2:40  | Muscle Museum (Single)                            | 22. November 1999 |
| 19 | Do We Need This?          | 4:15  | Muscle Museum (Single)                            | 22. November 1999 |
| 20 | Pink Ego Box              | 3:32  | Muscle Museum (Single)                            | 22. November 1999 |
| 21 | Con-Science               | 4:52  | Muscle Museum (Single)                            | 22. November 1999 |

### 2000
| # | Titel      | Dauer | Album               | Erscheinungsdatum |
| - | ---------- | ----- | ------------------- | ----------------- |
| 1 | Ashamed    | 3:47  | Sunburn (Single)    | 21. Februar 2000  |
| 2 | Yes Please | 3:06  | Sunburn (Single)    | 21. Februar 2000  |
| 3 | Recess     | 3:35  | Unintended (Single) | 5. Juni 2000      |
| 4 | Nishe      | 2:42  | Unintended (Single) | 5. Juni 2000      |

### 2001
| #  | Titel                                                             | Dauer | Album                                                | Erscheinungsdatum |
| -- | ----------------------------------------------------------------- | ----- | ---------------------------------------------------- | ----------------- |
| 1  | Plug In Baby                                                      | 3:39  | Origin of Symmetry Plug In Baby (Single)             | 5. März 2001      |
| 2  | Nature_1                                                          | 3:40  | Plug In Baby (Single)                                | 5. März 2001      |
| 3  | Bedroom Acoustics                                                 | 2:37  | Plug In Baby (Single)                                | 5. März 2001      |
| 4  | New Born                                                          | 6:05  | Origin of Symmetry New Born (Single)                 | 4. Juni 2001      |
| 5  | Shrinking Universe                                                | 3:30  | New Born (Single)                                    | 4. Juni 2001      |
| 6  | Piano Thing                                                       | 2:55  | New Born (Single)                                    | 4. Juni 2001      |
| 7  | Map of Your Head                                                  | 4:01  | New Born (Single)                                    | 4. Juni 2001      |
| 8  | Bliss                                                             | 4:12  | Origin of Symmetry Bliss (Single)                    | 17. Juli 2001     |
| 9  | Space Dementia                                                    | 6:20  | Origin of Symmetry                                   | 17. Juli 2001     |
| 10 | Hyper Music                                                       | 3:21  | Origin of Symmetry Hyper Music/Feeling Good (Single) | 17. Juli 2001     |
| 11 | Citizen Erased                                                    | 7:19  | Origin of Symmetry                                   | 17. Juli 2001     |
| 12 | Micro Cuts                                                        | 3:38  | Origin of Symmetry                                   | 17. Juli 2001     |
| 13 | Screenager                                                        | 4:20  | Origin of Symmetry                                   | 17. Juli 2001     |
| 14 | Darkshines                                                        | 4:47  | Origin of Symmetry                                   | 17. Juli 2001     |
| 15 | Feeling Good                                                      | 3:19  | Origin of Symmetry Hyper Music/Feeling Good (Single) | 17. Juli 2001     |
| 16 | Megalomania                                                       | 4:38  | Origin of Symmetry                                   | 17. Juli 2001     |
| 17 | Futurism                                                          | 3:27  | Origin of Symmetry Dead Star/In Your World (Single)  | 17. Juli 2001     |
| 18 | The Gallery                                                       | 3:32  | Bliss (Single)                                       | 20. August 2001   |
| 19 | Hyper Chondriac Music                                             | 5:30  | Bliss (Single)                                       | 20. August 2001   |
| 20 | Shine                                                             | 3:16  | Hyper Music/Feeling Good (Single)                    | 19. November 2001 |
| 21 | Please, Please, Please, Let Me Get What I Want (The-Smiths-Cover) | 1:58  | Hyper Music/Feeling Good (Single)                    | 19. November 2001 |

### 2002
| # | Titel                                            | Dauer | Album                            | Erscheinungsdatum |
| - | ------------------------------------------------ | ----- | -------------------------------- | ----------------- |
| 1 | Dead Star                                        | 3:40  | Dead Star/In Your World (Single) | 17. Juni 2002     |
| 2 | In Your World                                    | 2:35  | Dead Star/In Your World (Single) | 17. Juni 2002     |
| 3 | Can’t Take My Eyes Off You (Frankie-Valli-Cover) | 3:30  | Dead Star/In Your World (Single) | 17. Juni 2002     |

### 2003
| #  | Titel                       | Dauer | Album                                   | Erscheinungsdatum  |
| -- | --------------------------- | ----- | --------------------------------------- | ------------------ |
| 1  | Stockholm Syndrome          | 4:58  | Absolution Stockholm Syndrome (Single)  | 14. Juli 2003      |
| 2  | Time Is Running Out         | 3:56  | Absolution Time Is Running Out (Single) | 8. September 2003  |
| 3  | The Groove                  | 2:38  | Time Is Running Out (Single)            | 8. September 2003  |
| 4  | Intro                       | 0:22  | Absolution                              | 15. September 2003 |
| 5  | Apocalypse Please           | 4:12  | Absolution Apocalypse Please (Single)   | 15. September 2003 |
| 6  | Sing for Absolution         | 4:54  | Absolution Sing For Absolution (Single) | 15. September 2003 |
| 7  | Falling Away with You       | 4:40  | Absolution                              | 15. September 2003 |
| 8  | Interlude                   | 0:37  | Absolution                              | 15. September 2003 |
| 9  | Hysteria                    | 3:47  | Absolution Hysteria (Single)            | 15. September 2003 |
| 10 | Blackout                    | 4:22  | Absolution                              | 15. September 2003 |
| 11 | Butterflies & Hurricanes    | 5:01  | Absolution                              | 15. September 2003 |
| 12 | The Small Print             | 3:28  | Absolution                              | 15. September 2003 |
| 13 | Fury                        | 5:02  | Absolution Sing For Absolution (Single) | 15. September 2003 |
| 14 | Endlessly                   | 3:49  | Absolution                              | 15. September 2003 |
| 15 | Thoughts of a Dying Atheist | 3:11  | Absolution                              | 15. September 2003 |
| 16 | Ruled by Secrecy            | 4:54  | Absolution                              | 15. September 2003 |
| 17 | Eternally Missed            | 6:05  | Hysteria (Single)                       | 1. Dezember 2003   |

### 2006
| #  | Titel                    | Dauer | Album                                                         | Erscheinungsdatum |
| -- | ------------------------ | ----- | ------------------------------------------------------------- | ----------------- |
| 1  | Supermassive Black Hole  | 3:29  | Black Holes and Revelations Supermassive Black Hole (Single)  | 19. Juni 2006     |
| 2  | Crying Shame             | 2:38  | Supermassive Black Hole (Single)                              | 19. Juni 2006     |
| 3  | Take a Bow               | 4:35  | Black Holes and Revelations                                   | 3. Juli 2006      |
| 4  | Starlight                | 3:59  | Black Holes and Revelations Starlight (Single)                | 3. Juli 2006      |
| 5  | Map of the Problematique | 4:18  | Black Holes and Revelations Map of the Problematique (Single) | 3. Juli 2006      |
| 6  | Soldier’s Poem           | 2:03  | Black Holes and Revelations                                   | 3. Juli 2006      |
| 7  | Invincible               | 5:00  | Black Holes and Revelations Invincible (Single)               | 3. Juli 2006      |
| 8  | Assassin                 | 3:31  | Black Holes and Revelations                                   | 3. Juli 2006      |
| 9  | Exo-Politics             | 3:53  | Black Holes and Revelations                                   | 3. Juli 2006      |
| 10 | City of Delusion         | 4:48  | Black Holes and Revelations                                   | 3. Juli 2006      |
| 11 | Hoodoo                   | 3:43  | Black Holes and Revelations                                   | 3. Juli 2006      |
| 12 | Knights of Cydonia       | 6:06  | Black Holes and Revelations Knights of Cydonia (Single)       | 3. Juli 2006      |
| 13 | Glorious                 | 4:40  | Black Holes and Revelations Invincible (Single)               | 3. Juli 2006      |
| 14 | Easily                   | 3:40  | Starlight (Single)                                            | 4. September 2006 |

### 2009
| #  | Titel                                           | Dauer | Album                                        | Erscheinungsdatum  |
| -- | ----------------------------------------------- | ----- | -------------------------------------------- | ------------------ |
| 1  | Uprising                                        | 5:04  | The Resistance Uprising (Single)             | 4. August 2009     |
| 2  | Who Knows Who (mit Mike Skinner)                | 3:24  | Uprising (Single)                            | 4. August 2009     |
| 3  | Resistance                                      | 5:46  | The Resistance Resistance (Single)           | 14. September 2009 |
| 4  | Undisclosed Desires                             | 3:56  | The Resistance Undisclosed Desires (Single)  | 14. September 2009 |
| 5  | United States of Eurasia (+Collateral Damage)   | 5:47  | The Resistance                               | 14. September 2009 |
| 6  | Guiding Light                                   | 4:13  | The Resistance                               | 14. September 2009 |
| 7  | Unnatural Selection                             | 6:54  | The Resistance                               | 14. September 2009 |
| 8  | MK Ultra                                        | 4:06  | The Resistance                               | 14. September 2009 |
| 9  | I Belong to You (+Mon Cœur S'ouvre a ta Voix)   | 5:38  | The Resistance                               | 14. September 2009 |
| 10 | Exogenesis: Symphony Part 1 (Overture)          | 4:18  | The Resistance Exogenesis: Symphony (Single) | 14. September 2009 |
| 11 | Exogenesis: Symphony Part 2 (Cross-Pollination) | 3:56  | The Resistance Exogenesis: Symphony (Single) | 14. September 2009 |
| 12 | Exogenesis: Symphony Part 3 (Redemption)        | 4:37  | The Resistance Exogenesis: Symphony (Single) | 14. September 2009 |

### 2010
| # | Titel                                    | Dauer | Album                                             | Erscheinungsdatum |
| - | ---------------------------------------- | ----- | ------------------------------------------------- | ----------------- |
| 1 | Prague (Mega City Four-Cover)            | 3:36  | Resistance (Single)                               | 22. Februar 2010  |
| 2 | Popcorn (Gershon-Kingsley-Cover)         | 2:25  | Resistance (Single)                               | 22. Februar 2010  |
| 3 | Neutron Star Collision (Love Is Forever) | 3:51  | Neutron Star Collision (Love Is Forever) (Single) | 17. Mai 2010      |

### 2012
| #  | Titel                        | Dauer | Album                              | Erscheinungsdatum  |
| -- | ---------------------------- | ----- | ---------------------------------- | ------------------ |
| 1  | Survival                     | 4:17  | The 2nd Law Survival (Single)      | 27. Juni 2012      |
| 2  | Madness                      | 4:39  | The 2nd Law Madness (Single)       | 20. August 2012    |
| 3  | Supremacy                    | 4:55  | The 2nd Law Supremacy (Single)     | 28. September 2012 |
| 4  | Panic Station                | 3:03  | The 2nd Law Panic Station (Single) | 28. September 2012 |
| 5  | Prelude                      | 0:57  | The 2nd Law                        | 28. September 2012 |
| 6  | Follow Me                    | 3:51  | The 2nd Law Follow Me (Single)     | 28. September 2012 |
| 7  | Animals                      | 4:23  | The 2nd Law                        | 28. September 2012 |
| 8  | Explorers                    | 5:48  | The 2nd Law                        | 28. September 2012 |
| 9  | Big Freeze                   | 4:41  | The 2nd Law                        | 28. September 2012 |
| 10 | Save Me                      | 5:09  | The 2nd Law                        | 28. September 2012 |
| 11 | Liquid State                 | 3:03  | The 2nd Law                        | 28. September 2012 |
| 12 | The 2nd Law: Unsustainable   | 3:47  | The 2nd Law                        | 28. September 2012 |
| 13 | The 2nd Law: Isolated System | 4:59  | The 2nd Law                        | 28. September 2012 |

### 2015
| #  | Titel            | Dauer | Album                              | Erscheinungsdatum |
| -- | ---------------- | ----- | ---------------------------------- | ----------------- |
| 1  | Dead Inside      | 4:23  | Drones Dead Inside/Psycho (Single) | 12. März 2015     |
| 2  | Psycho           | 5:28  | Drones Dead Inside/Psycho (Single) | 12. März 2015     |
| 3  | Mercy            | 3:51  | Drones Mercy (Single)              | 18. Mai 2015      |
| 4  | [Drill Sergeant] | 0:21  | Drones                             | 5. Juni 2015      |
| 5  | Reapers          | 5:59  | Drones Reapers (Single)            | 5. Juni 2015      |
| 6  | The Handler      | 4:33  | Drones                             | 5. Juni 2015      |
| 7  | [JFK]            | 0:54  | Drones                             | 5. Juni 2015      |
| 8  | Defector         | 4:33  | Drones                             | 5. Juni 2015      |
| 9  | Revolt           | 4:05  | Drones Revolt (Single)             | 5. Juni 2015      |
| 10 | Aftermath        | 5:47  | Drones Aftermath (Single)          | 5. Juni 2015      |
| 11 | The Globalist    | 10:07 | Drones                             | 5. Juni 2015      |
| 12 | Drones           | 2:49  | Drones                             | 5. Juni 2015      |

### 2016
| # | Titel                               | Dauer | Album                     | Erscheinungsdatum |
| - | ----------------------------------- | ----- | ------------------------- | ----------------- |
| 1 | New Kind of Kick (The-Cramps-Cover) | 2:51  | New Kind of Kick (Single) | 28. Oktober 2016  |

### 2017
| # | Titel    | Dauer | Album                               | Erscheinungsdatum |
| - | -------- | ----- | ----------------------------------- | ----------------- |
| 1 | Dig Down | 3:48  | Simulation Theory Dig Down (Single) | 18. Mai 2017      |

### 2018
| #  | Titel             | Dauer | Album                                        | Erscheinungsdatum  |
| -- | ----------------- | ----- | -------------------------------------------- | ------------------ |
| 1  | Thought Contagion | 3:26  | Simulation Theory Thought Contagion (Single) | 15. Februar 2018   |
| 2  | Something Human   | 3:46  | Simulation Theory Something Human (Single)   | 19. Juli 2018      |
| 3  | The Dark Side     | 3:47  | Simulation Theory The Dark Side (Single)     | 30. August 2018    |
| 4  | Pressure          | 3:55  | Simulation Theory Pressure (Single)          | 27. September 2018 |
| 5  | Algorithm         | 4:05  | Simulation Theory                            | 9. November 2018   |
| 6  | Propaganda        | 3:00  | Simulation Theory                            | 9. November 2018   |
| 7  | Break It to Me    | 3:37  | Simulation Theory                            | 9. November 2018   |
| 8  | Get Up and Fight  | 4:04  | Simulation Theory                            | 9. November 2018   |
| 9  | Blockades         | 3:50  | Simulation Theory                            | 9. November 2018   |
| 10 | The Void          | 4:44  | Simulation Theory                            | 9. November 2018   |